# 1956 في الهند
فيما يلي قوائم الأحداث التي وقعت خلال عام 1956 في الهند.

## سياسة

### انتهاء فترة المنصب
- 1 يناير – أمبيدكار عضو راجيا سابها [الإنجليزية]‏.
- 1 يناير – مورارجي ديساي Prime Minister of the State of Bombay ‏.
- 31 أكتوبر – مان سينغ الثاني Governor of Rajasthan ‏.

## مواليد

### يناير
- 1 يناير – إس. شاكر علي رسام هندي.
- 1 يناير – دوربا بانيرجي
- 1 يناير – راكيش بيدي ممثل هندي.
- 1 يناير – ناميتا جوخالي كاتبة هندية.
- 8 يناير – ساغاريكا غاتج ممثلة هندية.
- 27 يناير – آمار سينج سياسي هندي.

### فبراير
- 20 فبراير – أنو كابور ممثل هندي.
- 22 فبراير – أشوك أمريتراج
- 25 فبراير – أندرو روزنتال صحفي أمريكي.

### مارس
- 5 مارس – سريبريا ممثلة هندية.
- 18 مارس – أرونداتي باتاشاريا
- 24 مارس – أشا سينها

### أبريل
- 3 أبريل – موهان رامان ممثل هندي.
- 6 أبريل – سرينيفاسان ممثل هندي.
- 13 أبريل – ساتيش كاوشيك ممثل هندي.
- 19 أبريل – موكيش ريشي ممثل هندي.

### مايو
- 4 مايو – كونال باسو كاتب بريطاني.
- 14 مايو – مير عمران
- 25 مايو – بي. كمال باشا
- 28 مايو – أشوك كومار سياسي بريطاني.
- 30 مايو – أنتوني دومينيك قاضي هندي.

### يوليو
- 1 يوليو – أديتيا راج كابور منتج أفلام هندي.
- 10 يوليو – ألوك ناث ممثل هندي.
- 11 يوليو – أميتاف غوش كاتب هندي.
- 14 يوليو – تانيكيلا باهراني ممثل هندي.

### أغسطس
- 1 أغسطس – هاري أوم باندي سياسي هندي.
- 23 أغسطس – موهان شارما ممثل هندي.
- 23 أغسطس – موهان ممثل هندي.
- 26 أغسطس – مانيكة غاندي

### سبتمبر
- 8 سبتمبر – سابياساشي شاكرابارتي ممثل هندي.
- 15 سبتمبر – سارا راي
- 21 سبتمبر – سيد ياسين سياسي هندي.
- 27 سبتمبر – إيليزا نيلسون لاعبة هوكي حقل هندية.

### أكتوبر
- 19 أكتوبر – سوني ديول ممثل هندي.

### نوفمبر
- 11 نوفمبر – طلعت عزيز مغني هندي.

### ديسمبر
- 3 ديسمبر – آر. سيفا كومار مؤرخ فن هندي.
- 12 ديسمبر – أنجالي شارما لاعبة كركيت هندية.
- 31 ديسمبر – برابهو ممثل هندي.

## وفيات

### ديسمبر
- 6 ديسمبر – أمبيدكار (مواليد 1891)